# Secrétaire d'État à la Défense du cabinet fantôme
Le secrétaire d'État à la Défense du cabinet fantôme est un membre du cabinet fantôme du Royaume-Uni chargé de l'examen du secrétaire d'État à la Défense et de son ministère. 
Le poste est actuellement occupé par James Cartlidge.

## Liste des secrétaire d'État à la Défense du cabinet fantôme
| Nom            | Nom                | Nom | Début de mandat   | Fin de mandat     | Parti politique | Cabinet fantôme           |
| -------------- | ------------------ | --- | ----------------- | ----------------- | --------------- | ------------------------- |
|                | Denis Healey       |     | 1er avril 1964    | 16 octobre 1964   | Travailliste    | Harold Wilson             |
|                | Peter Thorneycroft |     | 16 octobre 1964   | 7 juillet 1965    | Conservateur    | Alec Douglas-Home         |
|                | Enoch Powell       |     | 7 juillet 1965    | 21 avril 1968     | Conservateur    | Edward Heath              |
|                | Reginald Maudling  |     | 21 avril 1968     | 1969              | Conservateur    | Edward Heath              |
|                | Geoffrey Rippon    |     | 1969              | 8 juillet 1970    | Conservateur    | Edward Heath              |
|                | George Thomson     |     | 8 juillet 1970    | 10 avril 1972     | Travailliste    | Harold Wilson             |
|                | Fred Peart         |     | 10 avril 1972     | 4 mars 1974       | Travailliste    | Harold Wilson             |
|                | Ian Gilmour        |     | 4 mars 1974       | 29 octobre 1974   | Conservateur    | Edward Heath              |
|                | Peter Walker       |     | 29 octobre 1974   | 18 février 1975   | Conservateur    | Edward Heath              |
|                | George Younger     |     | 18 février 1975   | 15 janvier 1976   | Conservateur    | Margaret Thatcher         |
|                | Ian Gilmour        |     | 15 janvier 1976   | 4 mai 1979        | Conservateur    | Margaret Thatcher         |
|                | Fred Mulley        |     | 4 mai 1979        | 14 juin 1979      | Travailliste    | James Callaghan           |
|                | William Rodgers    |     | 14 juin 1979      | 8 décembre 1980   | Travailliste    | James Callaghan           |
|                | Brynmor John       |     | 8 décembre 1980   | 24 novembre 1981  | Travailliste    | Michael Foot              |
|                | John Silkin        |     | 24 novembre 1981  | 26 octobre 1984   | Travailliste    | Michael Foot              |
| Neil Kinnock   | John Silkin        |     | 24 novembre 1981  | 26 octobre 1984   | Travailliste    |                           |
|                | Denzil Davies      |     | 26 octobre 1984   | 14 juin 1988      | Travailliste    |                           |
|                | Martin O'Neill     |     | 14 juin 1988      | 18 juillet 1992   | Travailliste    |                           |
|                | David Clark        |     | 18 juillet 1992   | 2 mai 1997        | Travailliste    | John Smith                |
| Tony Blair     | David Clark        |     | 18 juillet 1992   | 2 mai 1997        | Travailliste    |                           |
|                | John Major         |     | 2 mai 1997        | 11 juin 1997      | Conservateur    | John Major                |
|                | Sir George Young   |     | 11 juin 1997      | 1er juin 1998     | Conservateur    | William Hague             |
|                | John Maples        |     | 1er juin 1998     | 15 juin 1999      | Conservateur    | William Hague             |
|                | Iain Duncan Smith  |     | 15 juin 1999      | 18 septembre 2001 | Conservateur    | William Hague             |
|                | Bernard Jenkin     |     | 18 septembre 2001 | 6 novembre 2003   | Conservateur    | Iain Duncan Smith         |
|                | Nicholas Soames    |     | 6 novembre 2003   | 10 mai 2005       | Conservateur    | Michael Howard            |
|                | Michael Ancram     |     | 10 mai 2005       | 6 décembre 2005   | Conservateur    | Michael Howard            |
|                | Liam Fox           |     | 6 décembre 2005   | 11 mai 2010       | Conservateur    | David Cameron             |
|                | Bob Ainsworth      |     | 11 mai 2010       | 8 octobre 2010    | Travailliste    | Harriet Harman            |
|                | Jim Murphy         |     | 8 octobre 2010    | 7 octobre 2013    | Travailliste    | Ed Miliband               |
|                | Vernon Coaker      |     | 7 octobre 2013    | 14 septembre 2015 | Travailliste    | Ed Miliband               |
| Harriet Harman | Vernon Coaker      |     | 7 octobre 2013    | 14 septembre 2015 | Travailliste    |                           |
|                | Maria Eagle        |     | 14 septembre 2015 | 6 janvier 2016    | Travailliste    | Jeremy Corbyn             |
|                | Emily Thornberry   |     | 6 janvier 2016    | 27 juin 2016      | Travailliste    | Jeremy Corbyn             |
|                | Clive Lewis        |     | 27 juin 2016      | 6 octobre 2016    | Travailliste    | Jeremy Corbyn             |
|                | Nia Griffith       |     | 6 octobre 2016    | 6 avril 2020      | Travailliste    | Jeremy Corbyn             |
|                | John Healey        |     | 6 avril 2020      | 5 juillet 2024    | Travailliste    | Keir Starmer              |
|                | James Cartlidge    |     | 8 juillet 2024    | en cours          | Conservateur    | Rishi Sunak Kemi Badenoch |